# Mohammed Al-Khojali
Mohammed Babkr Al-Khojali (15 de janeiro de 1973) é um futebolista profissional saudita, goleiro, milita no Al Raed.

## Carreira
Al-Khojali fez parte do elenco da Seleção Saudita de Futebol da Copa do Mundo de 2002.